# Rillo de Gallo
Rillo de Gallo – gmina w Hiszpanii, w prowincji Guadalajara, w Kastylii-La Mancha, o powierzchni 25,9 km². W 2011 roku gmina liczyła 61 mieszkańców.